# チュルボメカ テュルモ

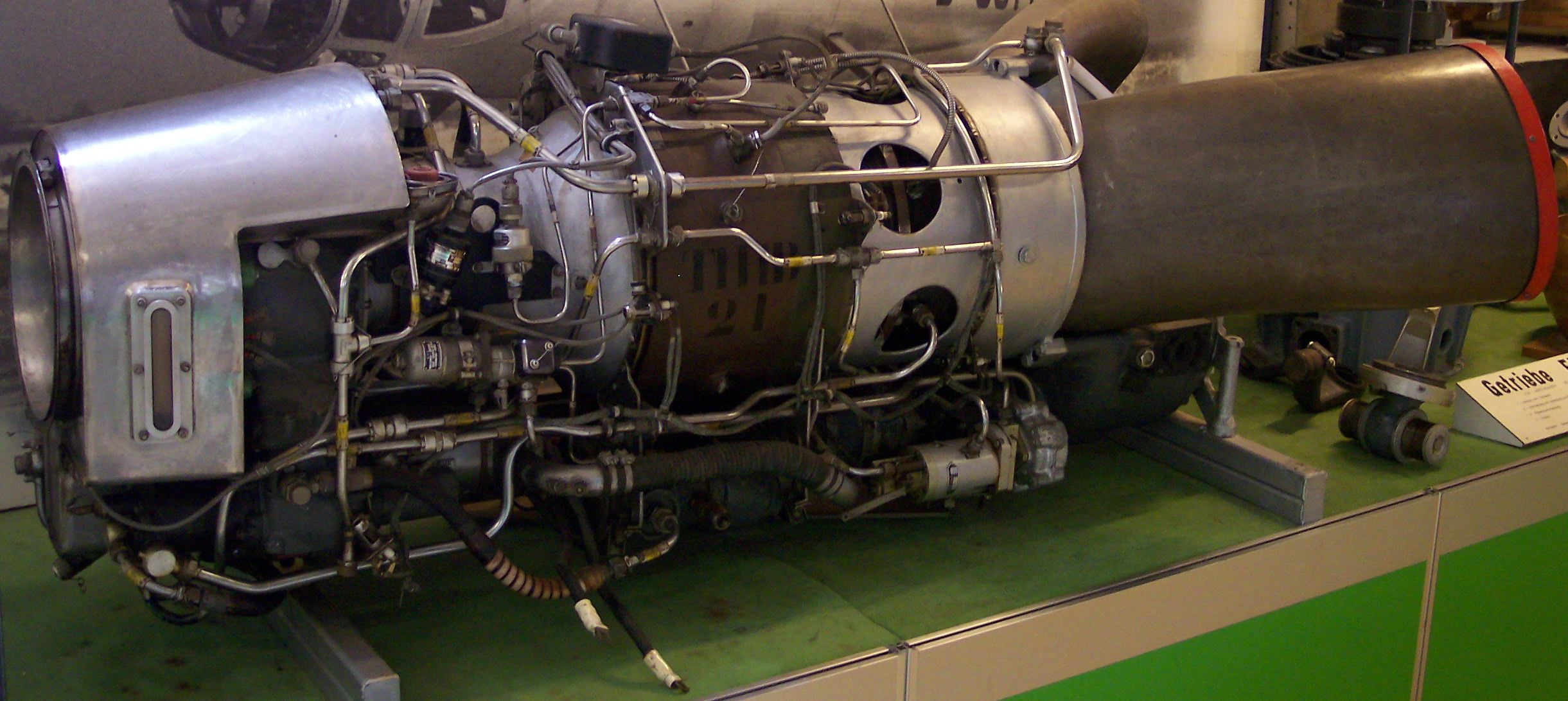
テュルモ IIIB

テュルモ（Turmo ）は、ヘリコプター用に開発されたフランスのターボシャフトエンジンである。チュルボメカのアルトウステの設計を受け継いでいて、後期型は約1,200 kW（1,610 shp）の出力である。ブレゲー941で使用するためターボプロップ型が開発された。
現在はロールス・ロイス・ホールディングスと共同生産されている。また、中国の常州市のランシャン製作所でWZ-6、ルーマニアのチュルボメカブカレストでチュルモ IV-CAとしてライセンス生産されている。

## 派生型
テュルモ IIIC
A 894.84 kW (1,200 hp)。シュペルフルコンの試作機に搭載。
テュルモ IIIC2
最大969.41 kW (1,300 hp)。
テュルモ IIIC3
回転数が33,500 rpmにおいて1,118.55 kW (1,500 hp)。シュペルフルコンに搭載。
テュルモ IIIC4
テュルモ IIIC5
テュルモ IIIC6
テュルモ IIIC7
テュルモ IIID
ブレゲー942に提案。913.48 kW (1,225 hp)。
テュルモ IIID2
回転数が22,460rpmにおいて995.51 kW (1,335 hp)。
テュルモ IIID3
回転数が33,500rpmにおいて1,081.26 kW (1,450 hp)。
テュルモ IVB
テュルモ IVC
テュルモ IV-CA
ルーマニアによるライセンス生産型。
テュルモ VI
2つの遠心圧縮段、1つの軸流圧縮段、2つの自由パワータービンを有するターボプロップ型。回転数が32,000rpmにおいて1,342.26 kW (1,800 hp)。
WZ-6
中国によるライセンス生産型。

## 搭載機
- ピューマ
- シュペル・フルロン
- アエロスパシアル スーパーピューマ
- ブレゲー 940
- ブレゲー 941
- ブレゲー 941S

## 仕様 (テュルモ IIIC7)
一般的特性
- 形式: ターボシャフト
- 全長:
- 直径: 71.6cm（28.2in）
- 乾燥重量: 325kg（716lb）

構成要素
- 圧縮機: 1段軸流・2段軸流圧縮機
- 燃焼器: アニュラー型
- タービン: 2段

性能
- 出力: 1,217kW（1,632shp）
- 全圧縮比（英語版）: 5.9:1
- 空気流量: 6.2kg/s（13.7lb/sec）
- 出力重量比: 3.74kW/kg（2.28shp/lb）

出典: Flight International.